# Anadiplosis caetetensis
Anadiplosis caetetensis är en tvåvingeart som beskrevs av Tavares 1920. Anadiplosis caetetensis ingår i släktet Anadiplosis och familjen gallmyggor. Inga underarter finns listade i Catalogue of Life.